# Falkenbach
Falkenbach (alemany: [ˈfalkənbax]) és un grup de viking metal d'Alemanya.
El seu únic membre és Vratyas Vakyas (de nom real Markus Tümmers), que va néixer a Alemanya però que ha viscut a Islàndia des de nen.

## Discografia
Àlbums d'estudi
- ...En their medh ríki fara... (1996)
- ...Magni blandinn ok megintiri... (1998)
- Ok nefna tysvar Ty (2003)
- Heralding – The Fireblade (2005)
- Tiurida (2011)
- Asa (2013)

Demos
- Hávamál (1989)
- Tanfana (1990)
- Cap a Solens Golden Light (1991)
- Promoció '95 (1995)
- Laeknishendr (1995)
- ... Skinn af sverði sól valtíva... (1996)

## Membres

### Membres actuals
- Vratyas Vakyas - guitarra, guitarra acústica, teclats, bateria i veu.

### Membres d'estudi
- Hagalaz - guitarres a Ok nefna tysvar Ty, Heralding - The Fireblade i Tiurida.
- Tyrann - veu a Ok nefna tysvar Ty, Heralding - The Fireblade i Tiurida.
- Boltthorn - bateria a Ok nefna tysvar Ty, Heralding - The Fireblade i Tiurida.
- Albion - baix a Tiurida.